# American Boy
"American Boy" é um single do álbum de estúdio Shine da cantora inglesa de hip hop Estelle e conta com a participação do rapper americano Kanye West. É o primeiro single internacional de Estelle. Ganhou o Grammy de 2009 como Melhor Colaboração de Rap com Kanye West.

## Informação da canção
Produzida por Will.i.am, a canção utiliza samples de "Impacient", de seu álbum de 2007 "Songs About Girls", assim como "& Down", por Boys Noize. "American Boy" foi lançado como o segundo single de Shine. Foi liberado no Reino Unido, como download, em 21 de Março de 2008 e fisicamente em 24 de Março de 2008. 
A canção foi parodiada internacionalmente. Sam Sparro realizou uma versão acústica da canção na BBC Radio 1 Live Lounge, que em seguida foi lançada como um B-side para o seu single "21st Century Life". Foi remixado por Busta Rhymes, também. 
"American Boy" alcançou o 6 lugar do iTunes "Top Songs" em 13 de setembro de 2008.

## Desempenho nas paradas
"American Boy" é o maior hit de Estelle, estando em 18 diferentes paradas no mundo. O single estreou na 72ª posição no UK Singles Chart. Na semana seguinte, a canção saltou 71 posições, do númeroo 72 à posição número 1, onde ficou por quatro semanas. O single teve também grande influência sobre a Irish Singles Chart, onde chegou à segunda posição. 
Nos Estados Unidos, a canção estreou na 98ª posição, a sua primeira aparição na Billboard Hot 100. O single subiu para #9 e #8 no Hot Digital Songs. 
O single estreou na sétima posição na Austrália e chegou até a 3ª posição. "American Boy" é o single mais bem sucedido de Estelle, uma vez que "1980", que culminou na 36ª posição. Também foi a primeira aparição de Estelle nas paradas da Nova Zelândia.
Além disso, a canção chegou ao top 10 em mais de 14 países, incluindo Bélgica, Dinamarca, Alemanha, Suíça e Canadá. 
Houve também um remix da canção chamada "Canadian Boy" pelo rapper canadense Famosos & Andreena Mill.

## Videoclip
O vídeo da música de "American Boy" tem a participação de John Legend, Kardinal Offishall, Ryan Leslie, T.I., Brandon Hines e Terrence J, LL Cool J, entre outros. Foi dirigido por. O vídeo da música foi nomeado ao VMA 2008 como Melhor Vídeo do Reino Unido.

## Faixas e formatos
Reino Unido CD 1
1. "American Boy"

Reino Unido CD 2
1. "American Boy" (versão do álbum)
2. "Life to Me"
3. "American Boy" (vídeo)

Remixes EP
1. "American Boy" (TS7 Remix)
2. "American Boy" (TS7 Remix Radio Edit)
3. "American Boy" (Soulseekerz Club Remix)
4. "American Boy" (Soulseekerz Dub Remix)
5. "American Boy" (Soulseekerz Radio Remix)

## Histórico de lançamento
| Região         | Data                |
| -------------- | ------------------- |
| Reino Unido    | 24 de março de 2008 |
| Estados Unidos | 15 de abril de 2008 |
| Europa         | 25 de abril de 2008 |
| Austrália      | 26 de abril de 2008 |

## Charts
| Parada (2008)                                  | Melhor posição |
| ---------------------------------------------- | -------------- |
| Alemanha German Singles Chart                  | 5              |
| Argentina Argentina Singles Chart              | 8              |
| Austrália Australian Singles Chart             | 3              |
| Áustria Austrian Single Top 75                 | 7              |
| Bélgica Belgian Singles Chart                  | 1              |
| Brasil Hot100Brasil                            | 9              |
| Canadá Canadian Hot 100                        | 9              |
| Dinamarca Danish Singles Chart                 | 3              |
| Estados Unidos Billboard Hot 100               | 9              |
| Estados Unidos Billboard Hot R&B/Hip-Hop Songs | 55             |
| Estados Unidos Billboard Pop 100               | 6              |
| França French Singles Chart                    | 3              |
| Grécia Greek Singles Chart                     | 12             |
| Irlanda Irish Singles Chart                    | 2              |
| Israel Israeli Singles Chart                   | 1              |
| Itália Italian Singles Chart                   | 3              |
| México Mexico Top 100                          | 73             |
| Noruega Norwegian Singles Chart                | 10             |
| Nova Zelândia RIANZ Single Chart               | 5              |
| Países Baixos Netherlands Singles Chart]       | 6              |
| Chéquia Czech Republic Airplay                 | 7              |
| Suécia Swedish Singles Chart                   | 14             |
| Suíça Swiss Single Top 100                     | 5              |
| Turquia Turkey Top 20 Chart                    | 2              |
| Reino Unido UK Singles Chart                   | 1              |